# Taldykourgan
Taldykourgan (en russe : Талдыкорган) ou Taldykorgan (en kazakh : Талдықорған, littéralement « colline des saules ») est une ville du Kazakhstan et la capitale de l'oblys de Jetyssou.

## Géographie
Taldykourgan est arrosée par la rivière Karatal et se trouve à 235 km au nord-est d'Almaty et à 855 km au sud-est d'Astana.

## Histoire
La ville est la capitale de l'oblys homonyme de 1991 à 1997, puis de celui d'Almaty jusqu'au 8 juin 2022, date à laquelle l'oblys de Jetyssou est créé.
Taldykourgan obtient le statut de ville en 2001, lui redonnant un souffle économique.

## Transports
Situé à 14 km au nord-est de la ville, près de la base militaire, l'aéroport de Taldykourgan assure une liaison quotidienne vers Astana et dessert principalement des villes du Kazakhstan.

## Population
En 2014, la population s'élevait à 135 217 habitants, en majorité d'ethnie kazakhs.

### Évolution démographique
| Année | Population |
| ----- | ---------- |
| 1989  | 118 623    |
| 1999  | 97 996     |
| 2009  | 123 038    |
| 2012  | 130 253    |
| 2017  | 172 000    |

### Groupes ethniques
La composition ethnique de Taldykourgan selon le recensement de 2010 est,:
| ethnie      | nombre | taux    |
| ----------- | ------ | ------- |
| Kazakhs     | 93 156 | 64,96 % |
| Russes      | 36 532 | 25,47 % |
| Coréens     | 5 172  | 3,61 %  |
| Tatars      | 2 783  | 1,94 %  |
| Allemands   | 1 581  | 1,10 %  |
| Ukrainiens  | 1 071  | 0,75 %  |
| Ouïghours   | 962    | 0,67 %  |
| Tchéchènes  | 354    | 0,25 %  |
| Ouzbeks     | 302    | 0,21 %  |
| Biélorusses | 177    | 0,12 %  |
| Azéris      | 130    | 0,09 %  |
| Polonais    | 123    | 0,09 %  |
| Kirghizes   | 102    | 0,07 %  |
| autres      | 962    | 0,67 %  |

## Cultes
- Orthodoxe : églises Saint-Jean-l'Évangéliste et Saint-Gabriel-Archange.
- Catholique : paroisse Sainte-Marie, desservie par les franciscains, dépendante du diocèse d'Almaty[9].
- Plusieurs dénominations protestantes dont les baptistes.
- Islam : mosquée sunnite de la ville.

## Jumelages
- Antalya, Turquie.
- Manchester, Royaume-Uni.

## Personnalités
- Mouradine Olmez, poète, y est né en 1945.
- Victor Sydorenko, peintre ukrainien, y est né en 1953.
- Andrei Kivilev (1973-2003), cycliste, y est né.
- Sergey Vodopyanov, boxeur russe, y est né en 1987.

## Galerie

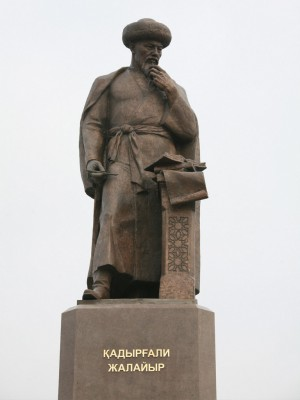
Monument à Kadirgali Jalairi (vers 1535-1607), chroniqueur kazakh.